# Röntgen Peak
Der Röntgen Peak ist ein rund 700 m hoher Berg im Norden der Brabant-Insel im westantarktischen Palmer-Archipel. Er ragt 1,5 km südöstlich des Kap Cockburn im nordöstlichen Teil der Pasteur-Halbinsel auf.
Der Berg ist noch unbenannt erstmals auf einer argentinischen Landkarte aus dem Jahr 1953 verzeichnet. Luftaufnahmen der Hunting Aerosurveys Ltd. aus den Jahren von 1956 bis 1957 dienten 1959 seiner Kartierung. Das UK Antarctic Place-Names Committee ihn 1960 nach dem deutschen Physiker und Nobelpreisträger Wilhelm Conrad Röntgen (1845–1923).